# 相對濕度

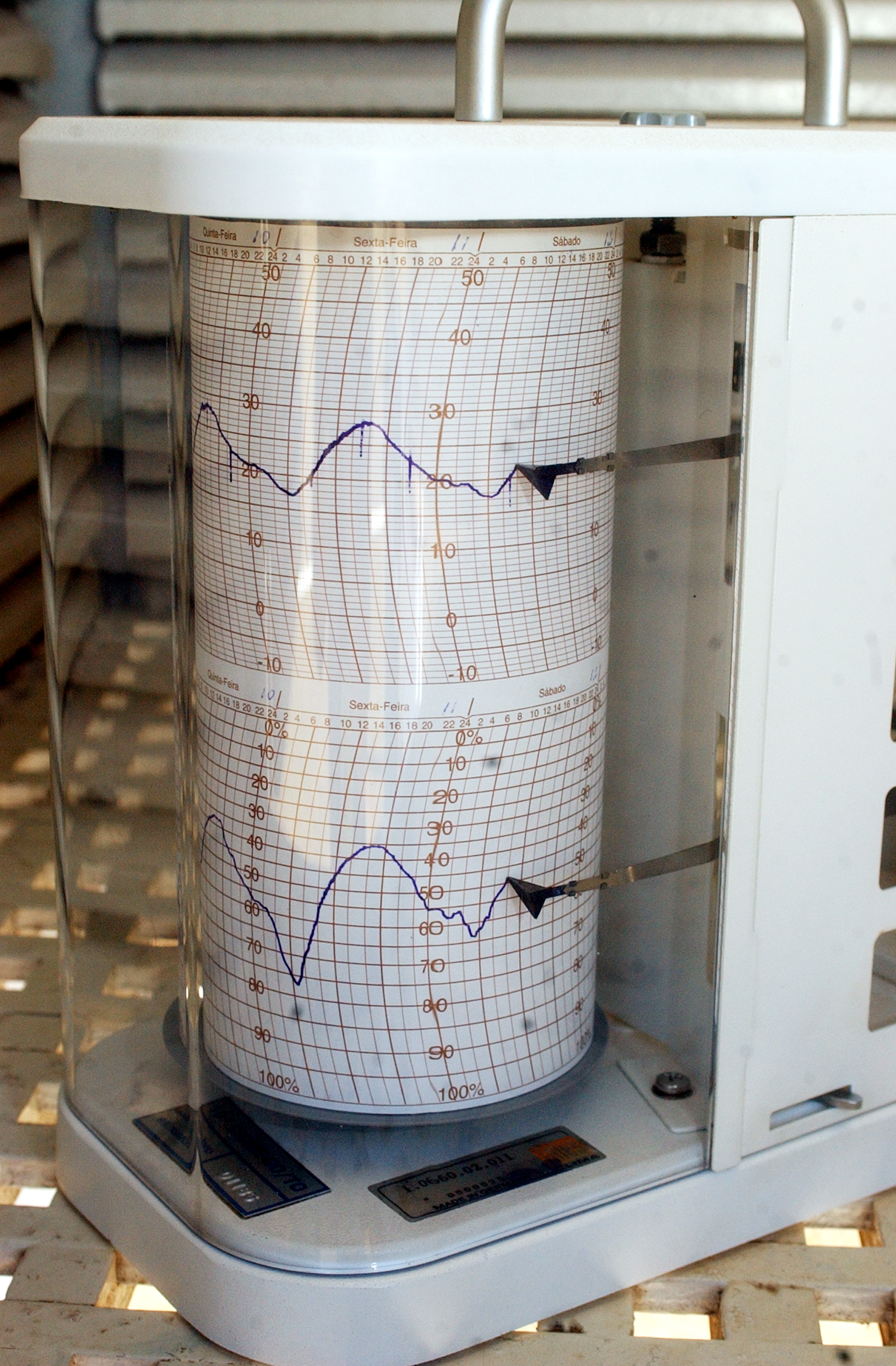
一台濕度計正在紀錄相對濕度

相對濕度（英語：relative humidity）是指單位體積空氣中，實際水蒸氣的分压與相同溫度和體積下水饱和蒸气压的百分比。也就是绝对湿度与最高湿度之间的比，它的值显示水蒸气的饱和度有多高。在當前的氣溫之下，空氣裏的水分含量達至飽和，相對濕度就是100%。空气中相对湿度超过100%時，水蒸气一般會凝结成水出来。随着温度的增高空气中可以含的水就越多，也就是说，在同样多的水蒸气的情况下温度降低相对湿度就会升高。因此在提供相对湿度的同时也必须提供温度的数据。通过最高湿度和温度也可以计算出露点。

## 計算公式
以下是计算相对湿度的公式：
{\displaystyle \varphi :={\frac {\rho _{w}}{\rho _{w,max}}}\cdot 100\ \%={\frac {e}{E}}\cdot 100\ \%={\frac {s}{S}}\cdot 100\ \%}
其中的符号分别是：
{\displaystyle \rho _{w}} – 绝对湿度，单位是克/立方米
{\displaystyle \rho _{w,max}} – 最高湿度，单位是克/立方米
e – 蒸汽压，单位是帕斯卡
E – 飽和蒸氣壓，单位是帕斯卡
s – 比湿，单位是克/千克
S – 最高比湿，单位是克/千克
通常气温的改变比水汽压的改变要快，所以温度往往起主导作用；当水汽压一定时，温度降低则相对湿度增大，温度升高则相对湿度减小；雾和霜在夜间或清晨产生就是这个道理。

## 應用
相對濕度常用於氣象預測之中。它反映了降雨、有霧的可能性。在炎熱的天氣之下，高的相對濕度會讓人類（和其他動物）感到更熱，因為這妨礙了汗的揮發。人類可以從而制訂出酷熱指數。香港天文台會因應溫度和相對濕度，而發出「酷熱天氣警告」。另外，秋冬兩季和初春，香港受到東北季候風帶來的乾燥大陸性氣流影響，濕度通常較低，風速通常較高，任何物品，不論室內或戶外，都會變得乾燥，火警更容易發生。遇上陽光普照的天氣，情況便會更為嚴重，即使是星星之火，轉瞬間便會釀成火災。天文台在決定是否發出火災危險警告時會根據有利於火警發生及擴散的天氣因素，如低濕度及高風速，以及由漁農自然護理署提供有關草木乾燥情況的資料。